# Еманація (мінералогія)
Еманації (рос.эманации, англ. emanations, нім. Emanationen f pl) — виділення парів і газів, з яких утворюються пневматолітові мінерали при застиганні магми.